# Jorge Walter Perkins
Jorge Walter Perkins (Cayastá, 20 de julio de 1891 - Buenos Aires, 25 de abril de 1977) fue un político y abogado argentino, perteneciente a la Unión Cívica Radical. Fue diputado y ministro del Interior de José María Guido.

## Trayectoria
Como Abogado ejerció profesionalmente defendiendo a Hipólito Yrigoyen. En 1954 fue Presidente de la UCR de la Capital Federal.
Fue Diputado Nacional por la Capital Federal entre 1940 y 1942 electo por la UCR, y nuevamente entre 1958 y 1962 por la Unión Cívica Radical del Pueblo. Se desempeñó como Ministro del Interior del presidente José María Guido entre el 30 de abril de 1962 y 26 de junio de 1962.